# Adolf Imboden
Adolf Imboden (* 10. September 1864 in Herbriggen; † 13. Oktober 1935 in Visp) war ein Walliser Politiker, Advokat, Notar und Richter. Er war einer der Gründer der Landwirtschaftlichen Schule in Visp, dem heutigen Landwirtschaftszentrum Visp (LZV), zudem ein grosser Förderer der Oberwalliser Industrie und juristischer Berater der Lonzawerke.

## Familie
Imboden Niklaus, Vater von Adolf Imboden, war massgeblich an der Bildung der heutigen Gemeinde St. Niklaus beteiligt. Imboden Niklaus war Gemeindepräsident von St. Niklaus und Walliser Grossrat.

## Politiker
Adolf Imboden war 1893–1903 Vize-Präfekt und 1903–1921 Regierungsstatthalter in Visp. Zudem war er 1893–1921 konservativer-katholischer Walliser Grossrat (heute CVP), 1914–1915 Präsident desselben. 

## Richter
Als Advokat und Notar war Adolf Imboden 1921–1935 Walliser Kantonsrichter, 1929–1930 und 1934–1935 Präsident des Kantonsgerichts. 